# 노야 시게키
노야 시게키(일본어: 野矢茂樹, 1954년 9월 15일 ~ )는 일본의 철학자이다. 도쿄 대학 교양학부를 졸업하였고, 현재는 도쿄 대학 교수로 재직하고 있다. 주요 연구 분야는 분석 철학이며, 비트겐슈타인을 중심으로 콰인, 데이빗슨 등이 참고 대상이다. 평이한 문체의 철학, 논리학 입문서를 저술하기도 하였다.

## 저서
- 《論理学》, 도쿄 대학 출판회, 1994년
- 《心と他者》, 경초서방, 1995년
- 《論理トレーニング》, 산업도서, 1997년
  - 서혜영 역, 《논리트레이닝》, 일빛, 2001년
- 《無限論の教室》, 강담사, 1998년
  - 김석희 역, 《무한론 교실》, 뿌리와이파리, 2003년
- 《論理トレーニング101題》, 산업도서, 2001년
  - 서혜영 역, 《논리트레이닝 101제》, 일빛, 2002년
- 《はじめて考えるときのように-「わかる」ための哲学的道案内》, PHP에디터그룹, 2001년
  - 양억관 역, 《처음 생각할 때처럼》, 세종서적, 2003년
- 《ウィトゲンシュタイン「論理哲学論考」を読む》, 철학서방, 2002년
- 《同一性・変化・時間》, 철학서방, 2002년
- 《ここにないもの-新哲学対話》, 대화서방, 2004년
- 《他者の声 実在の声》, 산업도서, 2005년
- 《入門! 論理学》, 중앙공론신사, 2006년
- 《大森荘蔵-哲学の見本》, 강담사, 2007년
- 《語りえぬものを語る》, 강담사, 2011년
- 《哲学な日々−− 考えさせない時代に抗して》, 강담사, 2015년